# Nationale Universiteit van Mongolië
De Nationale Universiteit van Mongolië (afkorting: NUM; Mongools Монгол Улсын Их Сургууль, Mongol Oelsyn Ich Soergoeoel,  Russisch: Монгольский государственный университет, Mongolskiej gosoedarstvennyj oeniversitet) is de oudste universiteit van Mongolië. De universiteit werd opgericht in 1942, en telt vandaag de dag 12 scholen en faculteiten. De universiteit ligt in Ulaanbaatar. Ongeveer een derde van de academisch geschoolde Mongolen heeft aan deze universiteit gestudeerd.

## Geschiedenis
De Nationale Universiteit van Mongolië werd opgericht op 5 oktober 1942 met instituten voor pedagogiek, medicijnen en diergeneeskunde. Kort daarop werden de studies landbouwkunde, natuurlijke wetenschappen, Mongoolse studies en buitenlandse talen toegevoegd. Een deel van de universiteit werd gesteund door de Sovjet-Unie.
In 1975 werd de universiteit de eerste in Mongolië die opleidingen in het Japans aanbood.
Tijdens het socialisme diende de universiteit als trainingscentrum voor de eliteleden van de socialistische partij. Onderwijs werd betaald en gecontroleerd door de staat. Nadat Mongolië een democratie werd, veranderde de universiteit in een modern instituut. In 1995 begon de universiteit programma’s op bachelor-, master- en Ph.D.-niveau aan te bieden.
Enkele van de oorspronkelijke faculteiten zijn in de loop der jaren uitgegroeid tot opzichzelfstaande universiteiten. Zo werd in 1958 de faculteit landbouwkunde de Landbouwkundige Universiteit. In 1961 werd de faculteit medicijnen de Medische Universiteit, en in 1982 de faculteit techniek de Technische Universiteit.
In 2006 studeerden er 12.000 studenten aan de universiteit.

## Scholen en faculteiten
- Faculteit aardwetenschappen
- Faculteit biologie
- Faculteit scheikunde
- School voor wiskunde en informatica
- School voor natuurkunde en elektronica
- School voor Mongoolse studies
- School voor buitenlandse talen en culturen
- School voor economie
- School voor rechtsgeleerdheid
- School voor sociale wetenschappen
- School voor internationale betrekkingen
- School voor informatietechnologie

## Lidmaatschappen en samenwerkingsverbanden
NUM is lid van de volgende organisaties:
- Consortium of Mongolian Universities and Colleges (CMUC)
- International Association of Universities (IAU)
- University Mobility in Asia and the Pacific (UMAP)
- Council on International Educational Exchange (CIEE)
- Euro-Asian University Network (EAUN)